# Кілінська Клавдія Йосифівна
Клавдія Йосифівна Кілінська (народилася 12 лютого 1957 у м. Чернівцях) — український науковець-географ, доктор географічних наук, професор.

## Життєпис
З 1978 до 1982 р. навчалася на географічному факультеті Чернівецького державного університету. З 2004 по 2007 рр. перебувала у докторантурі при університеті.
З 1984 працює на географічному факультеті університету. З 2008 — завідувач кафедри соціальної географії та рекреаційного природокористування.
У 1994 захистила кандидатську дисертацію на тему «Передгірські природно-територіальні комплекси Українських Карпат: питання раціонального природокористування та охорони природи».
У 2008 захистила докторську дисертацію на тему «Еколого-прогнозна оцінка природно-господарської різноманітності Карпато-Подільського регіону України».

## Відзнаки
- Почесна грамота Міністерства освіти і науки України (2008 р., № 133156)
- Почесна грамота Чернівецької міської ради за вагомий особистий внесок у розвиток туристичної галузі, підвищення позитивного іміджу міста Чернівців та з нагоди Всесвітнього дня туризму (2012)

## Основні публікації
Монографії:
1. Кілінська К. Еколого-прогнозна оцінка природно-господарської різноманітності Карпато-Подільського регіону України. — Монографія. Чернівці. — «Рута». — 2007. — 496с.
2. Кілінська К. Рекреаційно-туристична природно-господарська різноманітність Карпато-Подільського регіону України. // Географічні аспекти розвитку туризму на прикладі України та Польщі. Монографія. — Чернівці, Чернівецький національний університет — 2010.
3. Кілінська К. Й., Скутар Т. Д. Рекреаційно-туристична різноманітність Чернівецької області: сучасний стан, оцінка та перспективи. Монографія. — Чернівці: Чернівецький національний університет, 2013. — 287 с.
4. Теоретичні та прикладні аспекти рекреаційного природокористування в Україні: монографія /К.Кілінська, Н.Аніпко, Н.Андрусяк, Н.Коновалова та ін.; відп. ред. К. Й. Кілінська — Чернівці: Чернівецький нац. ун-т, 2010.- 248 с.
5. Географічні аспекти розвитку туризму (на прикладі України та Польщі): монографія / В. Г. Явкін, В. П. Руденко, В. М. Андрейчук, О. Д. Король та ін..- Чернівці: Чернівецький нац. ун-т, 2010.- 344 с.
6. Кілінська К. Й. Природокористування та природно-господарська різноманітність. Теоретико-методичні підходи: монографія / Клавдія Кілінська. — Чернівці: Чернівецький нац. ун-т, 2018.- 304 с.

Навчально-методичні посібники:
1. Кілінська К.,Лісовська. А. «Рекреаційне природокористування у Карпато-Подільському регіоні України». Навч. метод посібник / К. Й. Кілінська. — Чернівці: Чернівецький національний університет, 2011.- 319 с.
2. Кілінська К. Фізична географія Карпато-Подільського регіону України / К.Кілінська Навчально-методичний посібник — Чернівці: Чернівецький національний університет, 2011.- 232 с.
3. Кілінська К. Й., Скутар Т. Д. Методичні рекомендації щодо організації та проведення II етапу Всеукраїнської студентської олімпіади зі спеціальності «Туризмознавство». — Чернівці. — 2014. — 18 с.